# Leszek Lipka
Leszek Lipka (* 4. června 1958, Krakov) je bývalý polský fotbalista, záložník. 

## Fotbalová kariéra
V polské nejvyšší soutěži hrál za Wislu Krakov, nastoupil ve 221 ligových utkáních, dal 12 gólů a v roce 1978 získal s Wislou Krakov mistrovský titul. V Poháru mistrů evropských zemí nastoupil v 6 utkáních a dal 1 gól, v Poháru vítězů pohárů nastoupil ve 3 utkáních a v Poháru UEFA nastoupil v 5 utkáních. Za polskou reprezentaci nastoupil v letech 1979-1981 ve 21 utkáních a dal 1 gól. 

## Ligová bilance
| Ročník                   | Zápasy | Góly | Klub         |
| ------------------------ | ------ | ---- | ------------ |
| 1. polská liga 1977/1978 | 28     | 0    | Wisla Krakov |
| 1. polská liga 1978/1979 | 28     | 2    | Wisla Krakov |
| 1. polská liga 1979/1980 | 29     | 2    | Wisla Krakov |
| 1. polská liga 1980/1981 | 30     | 1    | Wisla Krakov |
| 1. polská liga 1981/1982 | 30     | 4    | Wisla Krakov |
| 1. polská liga 1982/1983 | 11     | 1    | Wisla Krakov |
| 1. polská liga 1983/1984 | 11     | 0    | Wisla Krakov |
| 1. polská liga 1984/1985 | 21     | 1    | Wisla Krakov |
| 2. polská liga 1985/1986 | 21     | 1    | Wisla Krakov |
| 2. polská liga 1986/1987 | 28     | 4    | Wisla Krakov |
| 2. polská liga 1987/1988 | 30     | 12   | Wisla Krakov |
| 1. polská liga 1988/1989 | 19     | 1    | Wisla Krakov |
| 1. polská liga 1989/1990 | 14     | 0    | Wisla Krakov |
| CELKEM 1. polská liga    | 221    | 12   |              |